# 한마로
한마로(Hanma-ro)는 충청남도 서천군 한산면 유산사거리에서 부여군 옥산면 가덕삼거리를 잇는 도로이다

## 주요 경유지
충청남도
- 서천군 (한산면 . 마산면) - 부여군 (옥산면)

## 노선
| 이름           | 접속 노선              | 소재지 | 소재지                    | 비고                    |
| -------------- | ---------------------- | ------ | ------------------------- | ----------------------- |
| 유산사거리     | 국도 제29호선 (충절로) | 서천군 | 한산면                    |                         |
| (이름없음)     | 한산모시길             | 서천군 | 한산면                    |                         |
| 북두산고개     |                        | 서천군 | 마산면                    |                         |
| 신장사거리     | 삼일로 삼일로280번길   | 서천군 | 마산면                    |                         |
| 다림고개       |                        | 서천군 | 마산면                    |                         |
| 신봉교         |                        | 서천군 | 마산면                    |                         |
| 진등고개       |                        | 서천군 | 마산면                    |                         |
|                | 부여군                 | 옥산면 |                           |                         |
| 가로공원삼거리 | 부여군                 | 옥산면 | 지방도 제611호선 (서문로) | 지방도 제611호선과 중복 |
| 가덕삼거리     | 부여군                 | 옥산면 | 팔충로                    | 지방도 제611호선과 중복 |

## 주요 시설및 건물
- 한산초등학교 (한마로 48/지현리 182-1)
- 충남디자인예술고등학교 (한마로 114/성외리 144)
- GS칼텍스 마산주유소 (한마로 450/신장리 345-1)